# Peter Koelewijn
Peter Koelewijn, född 29 december 1940 i Eindhoven i Nederländerna, är en nederländsk sångare och låtskrivare som bruka betraktas för "fader för nederländskspråkig rock n' roll". Hans mest berömda sång är Kom van dat dak af.
Han föddes som son till en fiskförsäljare. Som 13-åring skaffade han sin första gitarr, och 1957 började han skriva låtar på engelska. Han startade sitt första band i skolan med gitarristerna Karel Jansen och Roelof Egmond och sångaren Anneke Grönloh. Senare blev Harry van Hoof (senare berömd dirigent), och trumissen Peter van der Voort, gick med i bandet. Ungefär samtidigt slutade Grönloh.
1959 utökades bandet, nu kallat 'Peter And His Rockets', av saxofonisten Klaus Buchholz och basgitarristen Karel Janssen. I december 1959 spelade bandet in Kom van dat dak af för skivbolaget Bovema. I maj 1960 var Kom van dat dak af en stor framgång i både Nederländerna och Belgien. Peter and His Rockets skrev på för Philips. Singlarna Laat me los och Marijke var också hitlåtar, men mindre framgångsrika än Kom van dat dak af.
Bandet upplöstes och återstartades tre gånger. 1967 upplöstes bandet på grund av brist på framgångar, men bandet började turnera 1971 innan det upplöstes igen 1975. 1981 återstartade Peter Koelewijn bandet med musiker från bandet Bunny och släppte livealbumet Peter Live; som upplöstes igen 1997. 2002 gjorde Peter and his Rockets en återföreningsturné med sju konserter.

## Priser och utmärkelser
- Edison music award — 1977
- Gouden Harp — 1977